# 静岡新聞
静岡新聞（しずおかしんぶん）は、株式会社静岡新聞社が発行する朝刊単独の地方新聞である。略称は「静新（しずしん）」。
兄弟会社の静岡放送株式会社（SBS）とともに、「静新SBSグループ」（しずしんエスビーエスグループ）の中核を成す。

## 概要
太平洋戦争を前にした戦時統制により、静岡県で発行されていた6つの地方紙を合同して、1941年に創刊した。6紙のうち、静岡民友新聞は旧國民新聞創業者徳富蘇峰の元書生だった大石光之助が支配人を務めていて、当社発足の際に社長に就くと、以来光之助の子孫が代々会社を受け継いでいる。このため、静岡新聞は旧國民新聞の系譜を受け継いでいるともいえる。また、隣県の山梨県で山日YBSグループ（山梨日日新聞・山梨放送）を営む野口家と姻戚関係にあり、山日YBSグループとも友好関係にある。さらに、旧静岡新報を一時子会社化していた読売新聞グループ（旧・読売新聞社）ともつながりがある。
配布地域は静岡県と愛知県豊橋市。発行部数は朝夕刊セットで約53万2千部（2022年現在）。1980・90年代は題字下にその日の発行部数を記載していた。静岡県内の市場占有率は朝刊59%・夕刊80%と優位ではあるが、浜松市を中心とした遠州地域では、中日新聞（浜松市に所在する中日新聞東海本社が発行する）との競合が激しい。購読料は月額3,300円。1部売りは140円。なお電子版『あなたの静岡新聞』は、紙面ビューワなど他社が行っている一般的な電子版の機能がない代わりに、他社とは違う価値を提供すると謳っている。夕刊に毎日掲載される「茶況」欄を持ち、茶の相場取材を担当する専門記者がいる。また、以前には「平成茶考」というユニークな企画も存在していた。地方紙としては数少ない、別刷りの土曜版「とっとこ静岡」を発行している。2010年4月に体裁をブランケット版8ページからタブロイド版16ページに変更し、日曜版から土曜版にリニューアルした。
号外を発行することはほとんどなく、重要な出来事があった際は「静岡新聞 速報」として主要駅周辺のデパートや駅ビル、新聞販売店などに貼り出されることが多い。そして、この記事を直接見た読者の声が紙面に掲載されることもある。また、静岡新聞社主催のイベント会場内で、そのイベントに関する情報を「オリジナル号外」として配布することがある。2010年6月2日に、鳩山由紀夫首相（当時）が辞任した際には、駿河湾地震の際以来10か月ぶりに号外を発行し配布した。同年6月25日にも、サッカーW杯で日本代表が決勝トーナメントに進出した際に発行した。
静岡県は東海地震の想定される地域であり、そのため普段から地震を特集した記事がよく掲載される。また震災被害による印刷不可能な状態を想定して、山梨日日新聞や信濃毎日新聞と非常時の提携を取り交わしており、印刷原盤をヘリコプターで輸送し印刷してもらえるように体制を整えている。神奈川新聞とは、「緊急事態発生時における新聞発行援助に関する協定」を締結(1995年10月)している。
1964年5月10日、全国に先駆けて日曜日、祝日の夕刊を廃止した。2011年2月1日、土曜日の夕刊を4月から廃止することを発表した。この背景には、土・日の週休2日制が定着してきたことや、土曜日に家族で外出する機会が増えたことなどによるライフスタイルの変化があげられる。それらに合わせる形として、社内調査などの結果を踏まえ、土曜夕刊はその役割を終えたと判断し、廃止を決定した。土曜夕刊廃止後も月ぎめ購読価格は据置となる。その一方、日曜日付で小・中学生とその親に向けた別刷り紙面（タブロイド版）を発行することも同時に発表した。
土曜日夕刊が休刊となるのは、元から朝刊だけしかないものは別として、沖縄タイムスと琉球新報（いずれも沖縄県）が一時期毎月第2週土曜に夕刊を休刊した例はあるが、毎週の休刊は全国的にも珍しく、2011年6月には東奥日報（青森県）、2012年10月には朝日新聞（名古屋本社版）も土曜日の夕刊を廃止した。しかしさらなる読者のライフスタイルの変化などから、2023年1月10日付け夕刊社告にて、同3月末をもって夕刊を完全廃止（休刊）、朝刊に一本化し、増ページ・ウェブでの速報体制や防災情報の強化を図ると発表した。

## 沿革
- 1941年12月1日 「静岡民友新聞」を中心に「静岡新報」、「浜松新聞」、「沼津合同新聞」、「清水新聞」、「熱海毎日新聞」の県下6紙が合併して「静岡新聞」創刊。大石光之助が社長となる[3]。

母体紙のうち「静岡新報」は読売新聞社が経営していた。後年、静岡第一テレビ開局の際は読売と手を携えている。
- 1961年 カラー印刷を開始。
- 1964年5月10日から日曜日、祝日の夕刊を廃止。
- 1970年3月 静岡市紺屋町15番地の4から石田609番地（現駿河区登呂三丁目）の新社屋に移転。
- 1995年10月「緊急事態発生時における新聞発行援助に関する協定」を神奈川新聞社と締結
- 1997年3月 制作センター完成。
- 2011年4月 土曜日の夕刊を廃止。
- 2012年6月 大石剛が社長に就任[7]。松井純社長は取締役会長に就任[7]。
- 2018年12月 紙面リニューアル。朝刊1面の天気予報は主要地域（静岡・浜松・沼津・東京・名古屋）の予報のみ掲載となり、長年併載されていた天気図は社会面に移動し、天気概況・全国の天気予報・昨日の天気とセットで掲載されるようになる。
- 2021年3月 社長・大石剛が静岡放送アナウンサー・原田亜弥子との不倫を報じられて辞任し、代表権のある顧問に退く（後任は常務新聞本部長の大須賀紳晃）[8]。
- 2023年3月31日 夕刊を廃止[6]。

## 論調
拷問王紅林麻雄を輩出し、島田事件・袴田事件で死刑囚の再審無罪判決という大冤罪事件を生んだ土壌ゆえ、静岡県警察・静岡地方検察庁の捜査手法には批判的な姿勢へと変化している。
2023年（令和5年）3月13日の袴田事件第2次再審請求差し戻し即時抗告審の決定を伝えた紙面では、「特別抗告を断念して、再審公判で堂々と争え」、2024年9月26日の袴田事件再審判決公判後には「検察は控訴が出来るがもはや断念すべきだ」「報道してきた立場からも無罪判決を真摯に受け止め反省しなければならない。人権への配慮を欠いたのは明らか」という社説を掲載した。

## ラテ欄
静岡新聞の朝刊テレビ欄は、最終面ではなく中面に見開きで掲載し、中面見開きで広告が掲載される場合や、特集記事を組む場合は、別刷りとなる日もあったが、2023年4月より両面の別刷りが基本となった（ページのカウントは本編に連続）。別刷り化後は1面（メインテレビ面）はNHKと民放4局を掲載。2面の上段は衛星放送および関東、中京圏の地上波テレビ、下段はラジオとなっており、特に上段に掲載される衛星放送が増加している。かつては東部、中部、西部版で掲載される放送局が若干異なっていたが、現在は全県共通となっている。下記は別刷り化前の掲載される放送局について記載。
| NHK総合 （静岡）1 NHK Eテレ（静岡） 2 SBSテレビ 6（TBS系） Daiichi-TV 4（日本テレビ系） 静岡朝日テレビ 5（テレビ朝日系） テレしず 8（フジテレビ系） | NHK BS 1 （ハーフサイズ） NHK BSプレミアム4K 1（ハーフサイズ） NHK BS8K 2 BS日テレ 4 BS朝日 5 BS-TBS 6 BSテレ東 7 BSフジ 8 WOWOW プライム・ライブ・シネマ 9 BS10スターチャンネル 10 BS11 イレブン 11 BS12 12 放送大学 231 J SOPORTS1 242 BS釣りビジョン 251 ディズニー・チャンネル 256 BSよしもと 265 | 関東広域・神奈川民放 TBSテレビ 6 日本テレビ 4 テレビ朝日 5 フジテレビ 8 テレビ東京 7 tvk 3（独立局） 中京広域・愛知県域民放 CBCテレビ 5（TBS系） 中京テレビ 4（日本テレビ系） メ～テレ 6（テレビ朝日系） 東海テレビ 1（フジテレビ系） テレビ愛知 10（テレビ東京系） |

| 周波数 サイズ別 | 大サイズ            | 中サイズ                                   | 小サイズ                                                           |
| --------------- | ------------------- | ------------------------------------------ | ------------------------------------------------------------------ |
| 中波・短波      | SBSラジオ           | NHK第1（静岡） NHK第2（静岡） ラジオNIKKEI | TBSラジオ 文化放送 ニッポン放送 RFラジオ日本 CBCラジオ TOKAI RADIO |
| FM              | K-MIX NHKFM（静岡） |                                            | TOKYO FM J-WAVE FMヨコハマ FM FUJI FM AICHI ZIP-FM                 |

静岡新聞朝刊のテレビ面は2009年10月に一部刷新された。
これまで東部・伊豆の一部地域では、静岡放送以外の在静民放は第2テレビ面のハーフサイズで掲載し、その分在京キー局のものをメインテレビ面へフルサイズ（テレビ朝日のみフルサイズだが第2テレビ面）で載せていたが、メインテレビ面を「全県共通版」にするため「東部・中部版」と統合し、在静局はメインテレビ面（同時に西部版との共通編集へ移行）在京局は第2テレビ面と再編された。また、BSデジタルの番組表はラジオ欄の下2段を使っての掲載を改め、第2テレビ面に統合された。
2009年10月 - 2011年9月は、左端にNHKのBS2局をハーフサイズ、その次の2列に在京民放系列BS各局（同年3月31日まではNHKハイビジョンも）をクォーターサイズで、4列目からは在京・在名キー局の番組表をハーフサイズで系列局ごとにまとめて掲載していた（tvkはテレビ東京の隣の列、テレビ愛知は広告の関係もありクォーター2列で掲載）。同年10月からは在京と在名のキー局は、左端2列のクォーター（ページ左側が在名局、右側が在京局。tvkはテレビ東京の隣）に移り、BSは在京キー局系など無料放送の全チャンネルと、WOWOWの3つ、スターチャンネル1、BSスカパー!をハーフサイズで収録するようになった。
2011年7月24日の地上デジタル放送完全移行に伴い、第2テレビ面の東部・中部版と西部版は統合され「全県共通版」に変更された。
夕刊番組表は2009年11月に改編が行われた。
BSデジタル放送各局を最終面に新規掲載する代わりに、SBSラジオを除くラジオ番組表が中面に移行した。また、これまでは東・中・西の地域別編集だった夕刊番組表は「全県共通版」に変更された。2021年3月までは、NHK静岡放送局ラジオ第1・第2・FMの3波と、K-mix、TBSラジオ、文化放送、ニッポン放送、CBCラジオ、東海ラジオ放送、FM AICHI、ZIP-FMを掲載していたが、同年4月以降はSBSラジオを除き掲載されなくなった。
以前は東部向けのNHK総合テレビ番組表において、NHK東京が視聴できることを意識して【東京別】の表記がなされることがあった。逆に西部向けでは、NHK名古屋にも視聴されることもあるので、【愛知別】は表記されなかった。

## 地域面
静岡新聞では、地域の実情に合わせて3つの地域面を編集し、配布地域ごとに差し替えている。また、紙面の広告はさらに細かく7地域に区分されている（太字は紙面の肩に表記される区分）。
- 東部版…東　地域版の名称「伊豆・東部」
  - 沼津・三島版（伊豆地方含む）…沼
  - 岳南版…岳
- 中部版…中　地域版「静岡」「志太・榛原」
  - 静岡版（静岡市葵区・駿河区）…静
  - 清水版（静岡市清水区）…清
  - 志太・榛原版…志
- 西部版…西　地域版「浜松」「遠州」
  - 遠州広域版…遠
  - 浜松市街版…浜

- 地域区分については静岡新聞・地域別の発行部数（外部リンク）を参照のこと。

## 四コママンガ
現在
- ゴンちゃん（かまちよしろう） - 2009年4月1日から連載開始。作者のかまちは静岡県出身。静岡以外では山梨日日新聞・福島民報・岐阜新聞・北日本新聞・京都新聞・日本海新聞・大阪日日新聞・四国新聞・長崎新聞・宮崎日日新聞（いずれも朝刊）、神戸新聞（夕刊）・中国新聞（朝刊別刷りの中国新聞SELECT）にも同時連載中。

過去
- チッちゃん
- アラ・マー子さん
- コッ平くん
- おとぼけ坊や
- タイコさん
- らくてんさん
- おぉ!エル子さん
- キラキラおやじ
- ユックリくん
- 雑草社員
- ドレミファ家族
- フルーツさん
- こつぶちゃん（吉本どんど） - 山梨日日新聞にも連載されていた。登場するキャラクターの名前に静岡・山梨の名前を連想するものが多かった。

## 本社
- 静岡市駿河区登呂三丁目1番1号

本社ビル（新聞放送会館）は、丹下健三が設計。東京支社ビルも丹下が設計した。
本社構内の印刷工場（制作センター）で県内向け紙面すべての印刷を行っている。特に夕刊中部版の締切は遅く、株式市況欄は13時30分時点の情報を掲載していた時期があった（現在では全県で午前終値となっている）また、日本経済新聞の静岡県内向け紙面についても印刷を受託している。
静岡新聞は他紙に比べると紙の質が良く、またカラー印刷の能力は以前から業界内で評価が高い。1959年（昭和34年）、新聞界の先陣を切ってカラー新聞を発行している。1992年（平成4年）、輪転機1台で新聞最大8ページ分のカラー印刷ができる輪転機を、静岡新聞社の印刷局技術陣と輪転機メーカーの東京機械製作所とで共同開発した。カラー印刷の大きなズレが発生すると印刷済み紙面を廃棄処分にしていたとも言われている。インキ調整の実績を反映したインキ変換カーブの割り出しの開発に対し、2003年に「平成15年度日本新聞協会技術委員会賞」。2006年（平成18年）には「国際新聞カラー品質コンテスト」で日本の新聞では初の受賞を果たした。
旧輪転機は日本新聞博物館に寄贈され、同博物館の入っている横浜情報文化センターの吹き抜けロビーに展示されており、訪れれば誰でも見ることができる。

## 出版
静岡新聞社は出版社機能もあり、新書レーベル「静新新書」、文庫レーベル「ぐるぐる文庫」や単行本などを発行している。
自費出版にも積極的で、社内に「自費出版相談室」を持つ。自費出版では漫画なども扱っており、出版例としては『天体戦士サンレッドN』（くぼたまこと）などがある。

## 不祥事
- 2007年6月29日朝刊のコラム「大自在」で、宮澤喜一に関する内容が、ウィキペディア日本語版の記事に酷似しているという指摘がなされたため、社内調査をした結果、執筆した記者が出典を明記しないまま引用したとして、同年7月5日に謝罪記事を掲載した[12][13]。
- 2019年2月6日朝刊に掲載された屋山太郎寄稿のコラム「論壇」で、「徴用工に賠償金を払えということになっているが、この訴訟を日本で取り上げさせたのは福島瑞穂議員。日本では敗訴したが韓国では勝った。福島は実妹が北朝鮮に生存している。政争の具に使うのは反則だ」と述べたが、同9日朝刊に「どちらも事実ではなかった」とする訂正・謝罪記事を掲載した[14]。3月6日、福島は屋山のコラムで虚偽を書かれ、名誉を傷つけられたとして、屋山に330万円の損害賠償を求めて東京地裁に提訴した[15]。11月29日、東京地方裁判所は福島の訴えを認め、屋山に対し請求全額を支払うよう命じた[16]。
- 2021年3月5日、写真週刊誌のFRIDAYにて、創業者の孫で電通出身の社長・大石剛と静岡放送の原田亜弥子アナウンサー(当時)の不倫報道を掲載した[17]。記事によると密会用のマンションで逢ったり、関東までお泊りゴルフ旅行をしていると報道された[17]。また、今回の不倫報道について、マスコミなどから問い合わせが来たときのために同誌の発売前日に想定問答集が作成されていたことが判明した[18]。同月9日の取締役会で大石は社長職を辞した（後任に常務取締役新聞本部長の大須賀紳晃が就任）[8]ものの、日刊新聞法により大石が保有している自社株の譲渡に制限があるため、引き続き代表権を持った上で取締役には留任することになった。

## 本社・支社・総局・支局

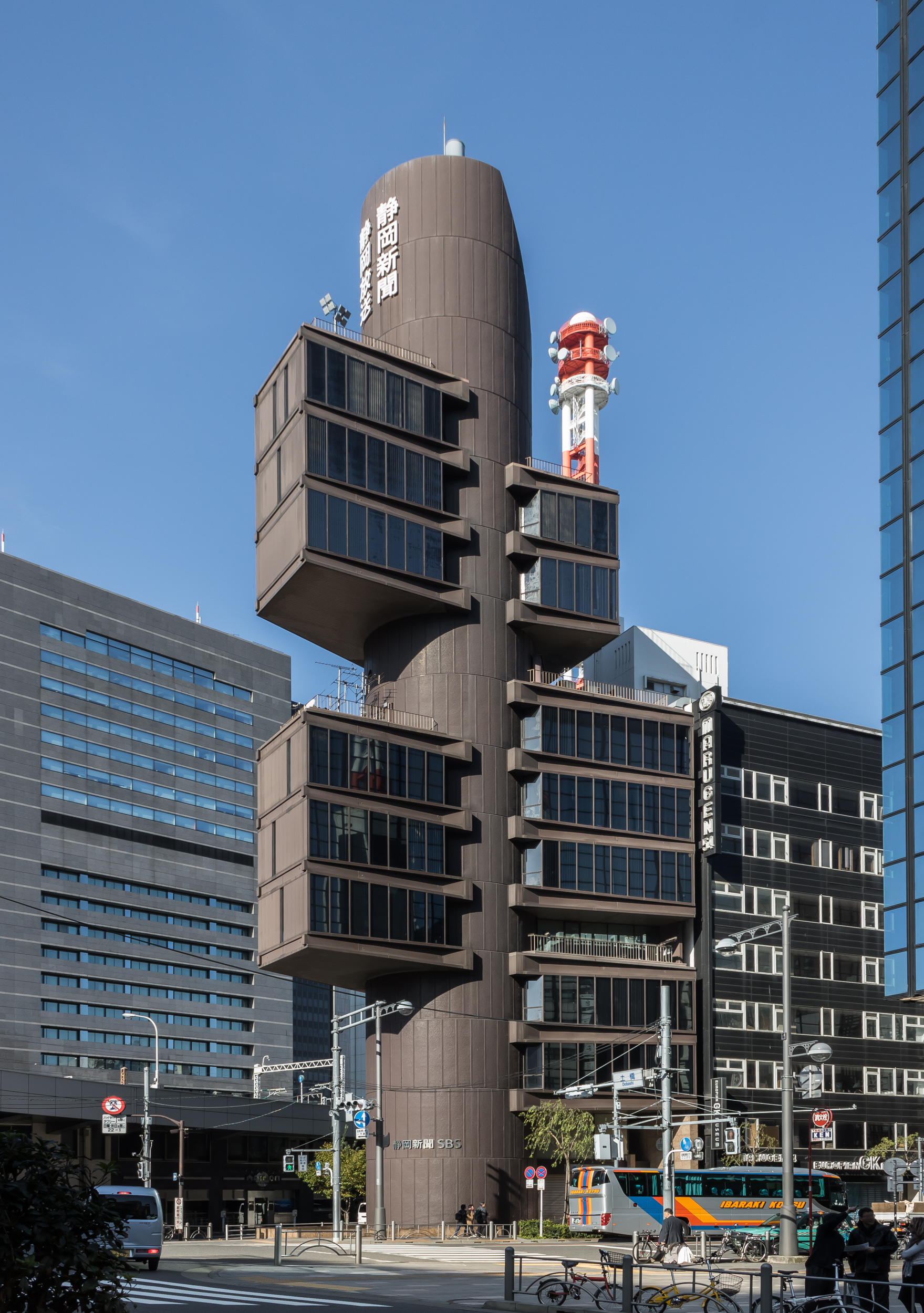
静岡新聞・静岡放送東京支社ビル

全ての支社・総局が静岡新聞社と静岡放送の事業を兼務する。
- 本社：静岡市駿河区登呂三丁目1番1号
  - 支局：蒲原、清水、焼津、藤枝、島田
- 東京支社：東京都中央区銀座八丁目3番7号 静岡新聞・静岡放送東京支社ビル内
- 大阪支社：大阪市北区梅田一丁目8番17号 大阪第一生命ビル8階
- 名古屋支社：名古屋市中区栄四丁目16番8号 栄メンバーズオフィスビル内
- 浜松総局：浜松市中央区旭町11番地の1 プレスタワー内
  - 支局：榛原、掛川、御前崎、袋井、磐田、浜北、天竜、細江、水窪、湖西、豊橋
- 東部総局：沼津市魚町1番地 サンフロント内
  - 支局：下田、伊東、熱海、松崎、大仁、三島、御殿場、富士、富士宮

## 関連新聞社
- 伊豆新聞（伊豆地方向けにローカル新聞発行、伊豆東南海岸では静岡新聞と激しく競合する）
- ハワイ報知（ハワイ州唯一の邦字紙だったが、2023年11月廃刊）

## その他
- 2011年1月1日付より、朝刊連載小説として『親鸞 激動編』（五木寛之作）が掲載されている。同作品は、静岡県内でも発行されているブロック紙の中日新聞・東京新聞（いずれも中日新聞社発行）でも掲載されている。なお、2008年に執筆された『親鸞』（激動編の前作）は、静岡新聞では掲載されていなかった。